# Derrick Johnson
Derrick O’Hara Johnson (* 22. November 1982 in Waco, Texas) ist ein ehemaliger US-amerikanischer American-Football-Spieler in der National Football League (NFL). Er spielte von 2005 bis 2017 als Middle Linebacker für die Kansas City Chiefs und wechselte 2018 zu den Oakland Raiders.

## College
Johnson zeigte während der Highschool herausragende Leistungen in der Leichtathletik, entschloss sich letztlich aber doch, dem Vorbild seines älteren Bruders Dwight, der zwei Saisons lang in der NFL spielte, zu folgen und entschied sich für Football. Er besuchte die University of Texas und spielte für deren Mannschaft, die Longhorns, überaus erfolgreich College Football. Er wurde wiederholt in diverse Auswahlteams berufen und erhielt eine Reihe von Preisen, darunter auch 2004 die renommierte Bronko Nagurski Trophy sowie die Jack Lambert Trophy. Nach seiner aktiven Karriere wurde er 2023 in die College Football Hall of Fame aufgenommen.

## NFL

### Kansas City Chiefs
Beim NFL Draft 2005 wurde er in der 1. Runde als insgesamt 15. gewählt und konnte von Anfang an überzeugen. Bereits in seiner Rookie-Saison kam er in allen 16 Partien als Starter zum Einsatz, wobei er 95 Tackles setzen und 2,0 Sacks erzielen konnte. Auch in den folgenden Saisons zeigte er stets gute Leistungen, wofür er 2011, 2012, 2013 und 2015 jeweils für den Pro Bowl nominiert wurde. 2014 zog er sich im ersten Spiel einen Achillessehnenriss zu und musste den Rest der Spielzeit pausieren.
Auch nach seiner Verletzung blieb er eine verlässliche Stütze der Defense der Chiefs.

### Oakland Raiders
Im Mai 2018 unterschrieb er bei den Oakland Raiders einen Einjahresvertrag, wurde jedoch bereits am 16. Oktober 2018 wieder entlassen.
Am 9. Mai 2019 gab er seinen Rücktritt bekannt. Er hatte für diesen einen Tag einen Vertrag von den Chiefs erhalten, um als Mitglied dieses Teams Abschied vom aktiven Sport nehmen zu können.